# نوسا تنقارا الغربية
مقاطعة نوسا تنقارا الغربية (بالإندونيسية: Nusa Tenggara Barat)‏، هي إحدى مقاطعات إندونسيا شرق جزيرة بالي. و عاصمتها ماتارام.
وتعني كلمة نوسا (جزيرة) أما تنقارا فتعني جنوب شرق، أي أن هذه المقاطعة تقع غرب مقاطعة سولاوسي الجنوبية الشرقية.

## جزر المقاطعة
من أهم جزر المقاطعة:
- جزيرة لومبوك
- جزيرة سومباوا
- جزيرة سينغيانغ
- جزيرة مويو
- جزيرة ساتوندا